# Mansfeld
Mansfeld, Lutherstadt Mansfeld – miasto w Niemczech, w kraju związkowym Saksonia-Anhalt, w powiecie Mansfeld-Südharz. Położone u stóp gór Harzu nad rzeką Wipper, ok. 10 km. na północny zachód od Eisleben. W mieście dorastał Marcin Luter.

## Dzielnice
Miasto dzieli się na 15 dzielnic:
| - Abberode - Annarode - Biesenrode - Braunschwende - Friesdorf | - Hermerode - Gorenzen - Großörner - Mansfeld-Lutherstadt - Molmerswende | - Möllendorf - Piskaborn - Ritzgerode - Siebigerode - Vatterode |

## Historia
Pierwsze wzmianki na temat miasta pochodzą z roku 973. W roku 1229 po raz pierwszy został wymieniony stary zamek, a w 1400 Mansfeld otrzymało prawa miejskie. Na rozwój miasta w średniowieczu decydujący wpływ miało kopalnictwo miedzi i srebra. W roku 1484 do miasta przybył Hans Luter, ojciec Marcina Lutra i podjął pracę w górnictwie. Młody Luter dorastał, uczęszczał do miejscowej szkoły w latach 1488–1496. W 1501 stary zamek rozrósł się do rozmiarów sporej jak na owe czasy i silnej twierdzy, była to równocześnie siedziba Hrabstwa Mansfeld do roku 1780 (wygaśnięcie linii).
W latach 1815–1952 Mansfeld było siedzibą powiatu Mansfelder Gebirgskreis. W roku 1950 z miasta oraz wsi Leimbach utworzona została jednostka administracyjna Mansfeld/Oberstadt i Mansfeld/Unterstadt. W 1990 Mansfeld stało się miastem całkowicie autonomicznym, w 1993 nastąpił podział na siedem dzielnic, a w 2005 na dziewięć.
W 1996 roku miasto otrzymało tytuł Lutherstadt, a w 1998 było gospodarzem pierwszego Festiwalu Reformacji.

## Zabytki i atrakcje turystyczne
- zamek Mansfeld i kaplica
- dom Lutra
- szkoła Lutra
- fontanna Lutra
- kościół pw. św. Jerzego (St.-Georg)

## Współpraca
Miejscowość partnerska:
- Schaafheim, Hesja